# Damnatio ad bestias
Damnatio ad bestias (от лат., букв. „предаване на зверовете“, ad bestias, ad bestie, често разкъсване от лъвове; по-точно разкъсване от диви животни) – вид смъртно наказание в Древен Рим чрез хвърляне на осъдения на арена, за да бъде разкъсан от животни (често лъвове). Този вид наказание е заимстван от 2 век пр.н.е. от Древния Изток, където аналогично наказание съществува от 6 век пр.н.е., и станало любимо цирково зрелище на римляните.
В периода I—III век тази смърт се използва предимно за разправа с ранните християни (на латински: christianos ad leones – „(да се осъдят) християни на разкъсване от лъвове“), благодарение на което, заедно с разпъването на кръста, става една от най-известните причини за мъченическа смърт на християнските светци. С приемането на християнството практиката се запазва и се използва срещу други престъпници. Окончателно е отменена чак през 681 г.
В преносен смисъл „да те хвърлят на лъвовете“ означава да се остави някой абсолютно неподготвен сред агресивни противници, практически без надежда да избегне физическа или морална вреда".